# Stanisław Skowroński (1919–2016)
Stanisław Bronisław Skowroński ps. Widelec, Tulipan (ur. 13 listopada 1919 w Horodence, zm. 20 kwietnia 2016 w Río Ceballos, Argentyna) – żołnierz Armii Czerwonej, Armii Andersa i Polskich Sił Zbrojnych, oficer Armii Krajowej, porucznik łączności, cichociemny.

## Życiorys
We wrześniu 1939 roku nie został zmobilizowany. 22 kwietnia 1941 roku wcielono go przymusowo do Armii Czerwonej, gdzie służył w 55 pułku piechoty zmotoryzowanej. W marcu 1942 roku wstąpił do Armii Andersa. Ukończył szkołę podchorążych. We wrześniu 1942 roku przeniesiono go do Wielkiej Brytanii, gdzie został przydzielony do Sekcji Dyspozycyjnej Naczelnego Wodza.
Po przeszkoleniu w łączności radiowej został zaprzysiężony 10 lipca 1943 roku w Oddziale VI Sztabu Naczelnego Wodza. Zrzutu dokonano w nocy z 21 na 22 września 1943 roku w ramach operacji „Neon 5” dowodzonej przez por. naw. Władysława Krywdy. Skowroński dostał przydział do Oddziału V Łączności sztabu Komendy Głównej AK: służył w batalionie „Iskry” na stanowisku radiotelegrafisty. W kwietniu 1944 roku został skierowany do Oddziału V sztabu Okręgu Wilno AK, gdzie służył jako dowódca plutonu radiołączności (radiostacje nr 18 i 20).
Po okrążeniu przez Armię Czerwoną został aresztowany i wywieziony do obozu w głąb ZSRR do Zagłębia Donieckiego. Uciekł z obozu i w październiku 1945 roku dostał się do Warszawy, a następnie do Głogówka. Zagrożony aresztowaniem przez UB uciekł wraz z żoną przez zieloną granicę do Czechosłowacji i Niemiec.
Osiedlił się w Río Ceballos w prowincji Córdoba (Argentyna), gdzie prowadził własne przedsiębiorstwo i sprawował funkcję przewodniczącego lokalnego oddziału Związku Polaków. W 2009 roku odwiedził Polskę.
Był autorem książki Orzeł ujarzmiony. Wspomnienia cichociemnego z II wojny światowej wydanej w 1992 (Río Ceballos, Wydawnictwo Literackie Wisła, ISBN 950-99456-0-9) i 1998 roku (Zwierzyniec – Rzeszów, Obywatelskie Stowarzyszenie „Ostoja”, ISBN 83-910535-0-4).

## Odznaczenia
- Krzyż Walecznych – czterokrotnie

## Życie rodzinne
Był synem Józefa, komendanta posterunku Policji Państwowej, i Franciszki z domu Zajączkowskiej. W 1945 roku ożenił się z Joanną Sawicką (ur. 1923), z którą miał 3 córki: Jolantę (ur. 1947), Dolores (ur. 1949) i Barbarę (ur. 1952).